# Katarzyna Wójcik
Katarzyna Wójcik (ur. 31 marca 1983 w Częstochowie) – polska zawodniczka pięcioboju nowoczesnego, dwukrotna srebrna i brązowa medalistka mistrzostw Europy. Medalistka mistrzostw Polski. Uczestniczka Igrzysk Olimpijskich w Londynie (2012).

## Życiorys
Jest zawodniczka CWKS Legia Warszawa. Jej największymi sukcesami w karierze międzynarodowej są dwa tytuły wicemistrzyni Europy w sztafecie (2012 - z Sylwią Gawlikowską i Aleksandrą Skarzyńską, 2013 - z Aleksandrą Skarzyńską i Oktawią Nowacką) oraz brązowy medal mistrzostw Europy w sztafecie w 2010 (z Sylwią Czwojdzińską i Pauliną Boenisz). Ponadto reprezentowała Polskę na Igrzyskach Olimpijskich w Londynie (2012), zajmując indywidualnie 19 miejsce. Ponadto startowała na mistrzostwach świata w 2006 (27 m. indywidualnie), 2009 (19 m. indywidualnie), 2010 (indywidualnie odpadła w eliminacjach, 6 m. drużynowo, 7 m. w sztafecie), 2011 (29 m. indywidualnie, 8 m. w sztafecie), 2012 (25 m. indywidualnie, 6 m. drużynowo, 7 m. w sztafecie), 2013 (indywidualnie odpadła w eliminacjach, 6 m. drużynowo, 14 m. w sztafecie, 13 m. w parze mieszanej), a także mistrzostwach Europy w 2008 (4 m. w sztafecie), 2009 (30 m. indywidualnie, 5 m. drużynowo), 2010 (21 m. indywidualnie, 5 m. drużynowo), 2011 (34 m. indywidualnie, 5 m. drużynowo, 7 m. w sztafecie), 2012 (24 m. indywidualnie, 5 m. drużynowo) i 2013 (24 m. indywidualnie, 6 m. drużynowo, 4 m. w parze mieszanej).
Na mistrzostwach Polski wywalczyła wicemistrzostwo indywidualnie oraz w konkurencji par mieszanych (z Piotrem Larą) - w obu konkurencjach w 2012, a także cztery brązowe medale indywidualnie (2006, 2008, 2011, 2013).